# Ingeniería bioquímica

Aplicaciones de la ingeniería bioquímica

La ingeniería bioquímica se encarga de transformar los materiales biológicos para la generación de productos con valor social y comercial.
La biotecnología completa la producción de los materiales biológicos mediante la bioconversión, utilizando sistemas biológicos tales como: microorganismos (bacterias, hongos, levaduras y algas), enzimas (proteasas, lipasas, ligasas) y anticuerpos.
La actividad industrial que se realiza por medio de la biotecnología, constituye uno de los campos de desarrollo más importantes de esta carrera.
El resultado de la aplicación de la Ingeniería Bioquímica ha sido benéﬁco para el ser humano, al generar mejoras en la salud y en lo social. Ha contribuido en la investigación y en la economía, tanto en el pasado como en el presente de la humanidad.
Otra área de la bioquímica corresponde al diseño y operación de sistemas donde intervengan agentes biológicos (por ejemplo enzimas). El campo profesional de este ingeniero es relativamente nuevo y la velocidad con la que se ha desarrollado es pasmosa. Baste señalar que en los llamados países del primer mundo el surgimiento de plantas biotecnológicas para la obtención de proteínas y hormonas específicas de difícil obtención por otros métodos, así como para la transformación genética de microorganismos y especies mayores con fines de aprovechamiento humano y del medio ambiente. Tiene una antigüedad aproximada de 30 años y su multiplicación y diversidad aumentan cada año.
La Ingeniería Bioquímica está altamente relacionada con la ingeniería agroindustrial, la actividad económica de esta, agroindustria, y la ingeniería en alimentos, y con la simplificación o creación de procesos en industrias de alimentos (jugos, vino, queso, conservadores, productos cárnicos, etc), la industria farmacéutica, la industria cervecera y la nutrición.
No debe confundirse con ingeniería biomédica, que manipula las interacciones químicas entre el organismo y los materiales artificiales. La especialidad más implicada en este fenómeno es la cirugía ortopédica: se trata de obtener prótesis articulares que generen el menor rechazo posible en el organismo y sean capaces de integrarse o adherirse de la manera más firme al hueso adyacente, consiguiendo duraciones superiores a las actuales. Se han desarrollado asimismo implantes para sustituir arterias fabricados en tejido acrílico que evita la formación de coágulos. Para proteger los implantes electrónicos se encapsulan en silicona, lo que facilita la integración tisular, lo cual su estudio es para un futuro acelerado.
- Datos: Q2487696